# Hermann Ritzinger
Hermann Ritzinger (* 15. Dezember 1934 in Selzthal, Steiermark; † 2002) war ein österreichischer Politiker (ÖVP).

## Leben
Nach dem Besuch der Pflichtschulen in Irdning und Murau absolvierte Hermann Ritzinger in den frühen 1950er Jahren die Bundeshandelsakademie in Graz. Sein beruflicher Werdegang führte ihn zuerst in die Sparkasse der Stadt Murau, schließlich wurde er Direktor der Sparkasse des Bezirkes Neumarkt.
In den Jahren 1962 bis 1986 gehörte Hermann Ritzinger dem steiermärkischen Landtag als Landtagsabgeordneter an. Dabei hatte er diverse Funktionen in wirtschaftlichen, sozialen und kommunalen Ausschüssen inne.